# (46641) 1995 EY
1995 إي واي (ويعرف أيضًا باسم (46641) 1995 إي واي وفق تسمية الكوكب الصغير) (بالإنجليزية: 1995 EY)‏ هو كويكب ضمن حزام الكويكبات؛ وترتيبه 46641 من حيث الاكتشاف.
اكتُشف هذا الجُرم الفلكي بواسطة هيروشي كانيدا في 5 مارس 1995.

## وصلات خارجية
- (46641) 1995 EY في قاعدة بيانات مختبر الدفع النفاث لأجرام النظام الشمسي الصغيرة

- الاكتشاف · مخطط المدار ·  العناصر المدارية · المعلمات المادية

- (46641) 1995 EY على موقع ويكي سكاي: DSS2, SDSS, GALEX, IRAS, Hydrogen α, X-Ray, Astrophoto, Sky Map, Articles and images